# Save the Last Dance
(tagline del film)
Save the Last Dance è un film del 2001 diretto da Thomas Carter.
Film incentrato sulla danza con protagonisti Julia Stiles e Sean Patrick Thomas.

## Trama
Sara, una ragazza bianca, si trasferisce dal padre Roy a Chicago dopo la morte della madre causata da un incidente in auto. Sara vuole diventare una ballerina presso la Juilliard School, ma dopo il dramma abbandona il suo sogno e si iscrive nella scuola del suo nuovo quartiere frequentata principalmente da ragazzi di colore. Lì conosce Chenille, una ragazza madre, e suo fratello Derek, ballerino di hip hop che vuole iscriversi all'università e diventare medico.
Tra Sara e Derek nasce l'amore e lui le insegna dei passi di hip hop. La loro relazione però non è ben vista dalle altre ragazze per via delle grandi aspirazioni di lui e quindi i due decidono di lasciarsi. Intanto Sara deve risostenere l'audizione alla Juilliard School in cui aveva deciso di tornare convinta da Derek.
Il giorno del provino Chenille dice a Derek di essere stata lei a convincere Sara che la loro relazione non poteva andare avanti. Derek capisce tutto e allora va al teatro per assistere all'esibizione. Sara all'inizio è turbata perché è da sola, ma vede arrivare il suo ragazzo e questo le dà la carica necessaria per eseguire la sua coreografia ed essere ammessa alla scuola.

## Produzione
Il film è stato interamente girato a Chicago. La pellicola è costata 13 milioni di dollari e ne ha incassati 91.057.006.

## Riconoscimenti
- 2001 - MTV Movie & TV Awards
  - Migliore performance rivelazione maschile (Sean Patrick Thomas)
  - Miglior bacio (Julia Stiles e Sean Patrick Thomas)

## Sequel
Il film ha avuto un sequel direct-to-video.